# السليمات
قرية السليمات هي إحدى القرى التابعة لمركز أبو تشت في محافظة قنا في جمهورية مصر العربية. حسب إحصاءات سنة 2006، بلغ إجمالي السكان في السليمات 16635 نسمة، منهم 8042 رجل و8593 امرأة.